# Epithese

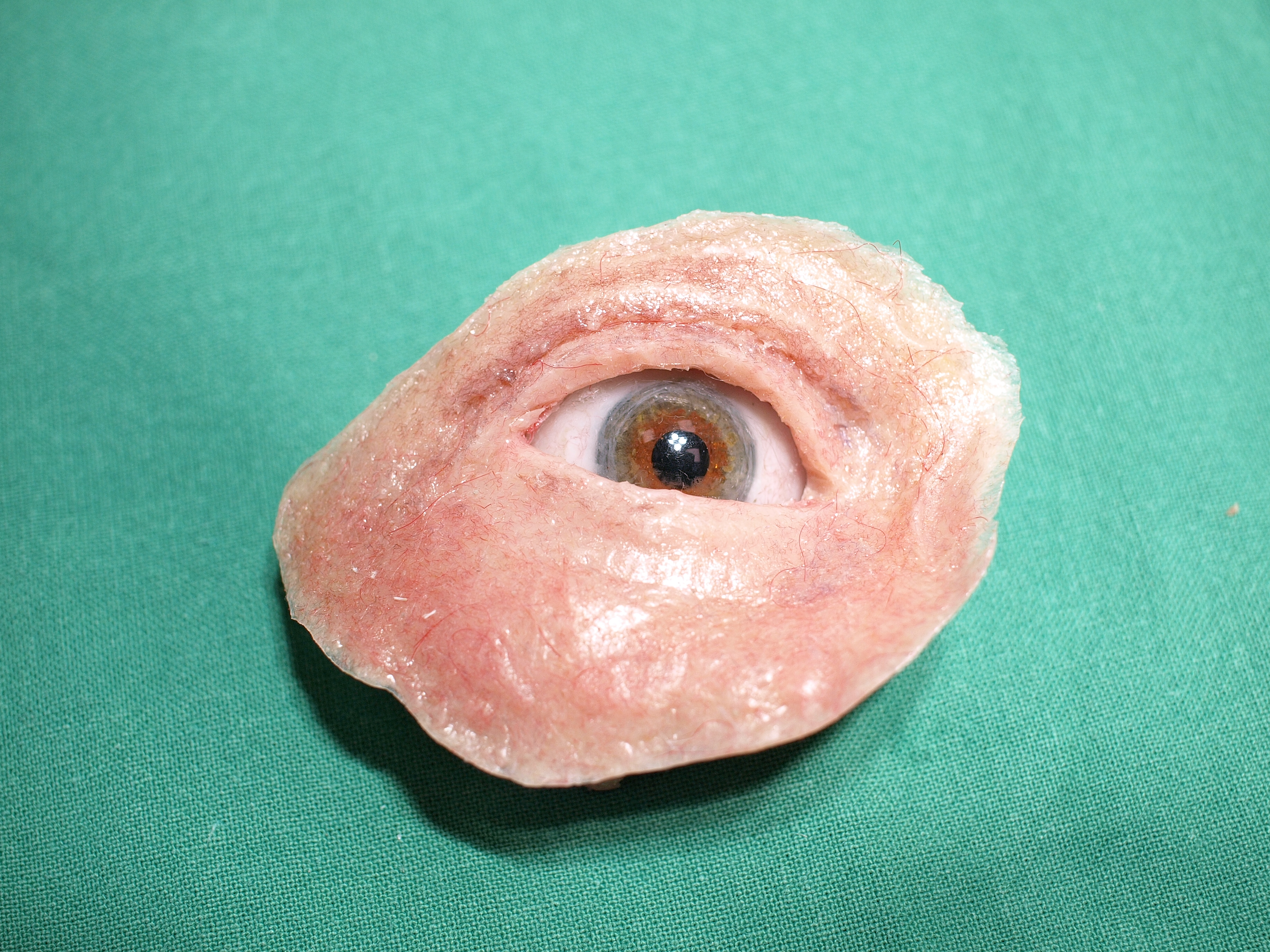
Epithese zur Abdeckung der rechten Augenhöhle

Die Epithese dient dem ästhetischen Ausgleich von Körperdefekten mittels körperfremden Materials wie Glas, Porzellan, Gummi, Metall oder Kunststoff. Der Begriff leitet sich aus dem Griechischen ab und bedeutet wörtlich „das Aufgesetzte“.
Im Gegensatz zu den Prothesen und Orthesen, die hauptsächlich verlorengegangene Gliedmaßen ersetzen beziehungsweise deren Funktion unterstützen, stehen bei den Epithesen ästhetische Gesichtspunkte und Aspekte der sozialen Eingliederung im Vordergrund.

## Anwendungsbereiche
Hauptanwendungsgebiet von Epithesen ist die Anfertigung von Prothesen für den Gesichtsbereich, wenn beispielsweise nach Unfällen, Kriegsverletzungen oder Tumoroperationen eine chirurgische Rekonstruktion mit körpereigenem Gewebe nicht möglich ist oder keine zufriedenstellenden Ergebnisse bringen würde, weil sich komplexe Strukturen wie Nase, Augenlider oder das Ohr chirurgisch kaum naturgetreu nachbilden lassen.
Aber auch zur ästhetischen Rekonstruktion der weiblichen Brust oder der Fingerkuppen können Epithesen verwendet werden, wenn andere Verfahren nicht möglich sind oder nicht gewünscht werden.

## Geschichte
Erste Hinweise auf Epithesenanwendung finden sich bereits zur Zeit der alten Ägypter. Bildliche Darstellungen sind erst aus dem 16. Jahrhundert bekannt. In diesen Zeitraum fällt auch die erstmalige Erwähnung in der medizinischen Literatur. Nach Zeichnungen des Chirurgen Paré wurden Epithesen in Standardformen bzw. -größen und damit in dem Defekt kaum angepasster Form hergestellt und mit Fäden um den Kopf gebunden. Orbita- oder Ohrenprothesen dagegen wurden mittels Federn im Hohlraum verankert.
Der Beginn der modernen Epithetik ist auf das Ende des 18. Jahrhunderts zu datieren. Der Pariser Zahnarzt Nicolas Dubois de Chémant (1753–1824) fertigte Obturatoren, Zahn-, Kinn- und Nasen-Epithesen aus Porzellan an.
In den darauffolgenden Jahren wurden Kautschuk-Epithesen entwickelt, die im Mehrschichtverfahren an einem Gipsmodell geformt und eingefärbt wurden. Ab 1869 erprobte man das leichte und gut formbare Zelluloid und später auch Aluminium. 1913 kamen dann Gelatine-Prothesen zur Anwendung, die der Patient allerdings täglich mittels einer Gussform erneuern musste.
PVC und später PMMA sowie Silikone wurden nach 1945 als Werkstoffe eingesetzt. Durch ihre guten Form- und Trägereigenschaften sowie ihre hohe Ästhetik verdrängten sie fast schlagartig alle bis dahin bekannten Materialien.
Moderne Computertechnik ermöglicht seit Mitte der 1990er Jahre die Herstellung hochverfeinerter und miniaturisierter beweglicher Epithesen. Allerdings stellt dieser Herstellungsweg noch die Ausnahme dar.

## Befestigung und Halt der Epithese
Epithesen passen sich entweder durch ihre Form dem Körperdefekt an und haften dort von selbst, oder sie werden mechanisch durch in den Knochen implantierte Metallstifte verankert, die wie kleine Pfosten aus der Haut ragen. An diesen Pfosten wird die Epithese über Druckknöpfe, Stege, Klammern oder auch Magnete befestigt.
Die Wahl der Befestigungselemente hängt unter anderem vom gewünschten Halt und den Bedürfnissen des Patienten ab: Beispielsweise benötigen junge sportlich aktive Patienten eine eher stabile Epithesenbefestigung. Bei älteren Patienten steht dagegen häufig die einfache Handhabung im Vordergrund.
Eine Alternative zur implantatgetragenen Epithese ist die Befestigung mit hautverträglichem Klebstoff. Dieser ist jedoch nur für kleinere Epithesen geeignet, die keiner großen Haltekraft bedürfen, wie beispielsweise zum Ersatz der Nasenspitze. Ein großer Vorteil ist der geringere operative Aufwand, da keine Implantate gesetzt werden müssen, sowie die einfachere Hygiene. Der Nachteil besteht im geringeren Halt verglichen mit implantatgetragenen Epithesen. Zudem kann es zu Hautirritationen bis hin zur Entwicklung von Allergien gegen den Klebstoff kommen.

## Probleme
Bei implantatgetragenen Epithesen besteht das Hauptproblem an der Durchtrittsstelle der Implantate durch die Haut. Diese muss regelmäßig gesäubert und gepflegt werden, da sonst Entzündungen auftreten können, die im Extremfall den umliegenden Knochen zerstören und zur Lockerung oder gar zum Verlust der Implantate führen können.
Im Laufe der Zeit können sich Epithesen verfärben (z. B. durch Zigarettenrauch). Silikonepithesen verlieren ihre Elastizität und verspröden.

## Psycho-soziale Aspekte
Menschen mit Gesichtsdefekten unterliegen einem hohen Leidensdruck. Das Gesicht und seine Teile erfüllen viele Funktionen, besonders wichtig sind sie jedoch für den zwischenmenschlichen Umgang. Das Gesicht spielt eine Rolle bei der Kontaktaufnahme, spiegelt unsere Stimmungen, unseren Charakter und unser bisheriges Leben wider und ist so etwas wie unsere Visitenkarte. Viele Menschen mit Gesichtsdefekten scheuen daher den Umgang mit anderen Menschen bis hin zur vollständigen Isolation. Die Folgen sind vielfältig und in ihrem ganzen Ausmaß für gesunde Menschen wohl nur schwer zu ermessen. Durch Epithesen können die Betroffenen einen großen Teil an Lebensqualität zurückgewinnen.

## Kosten
Die Epithesenkosten und eine Neuanfertigung etwa alle zwei Jahre werden von den Krankenkassen und privaten Krankenversicherungen übernommen.